# Философия на физиката
Философията на физиката изучава концепциите, методите и теориите на модерната физика. Философията на физиката започва с основни размишления върху базови метафизични и епистемологични въпроси: причинност, детерминизъм и природа на физичния закон. После се обръща към въпроси, свързани с основните теми на съвременната физика:
1. Физическа космология – пространство, време, развитие на света;
2. Термодинамика и статистическа механика – енергия, работа, случайност, информация;
3. Квантова механика